# Ваньо Иванов
Ваньо Илиев Иванов е български професионален футболист, който играе като защитник в Първа професионална футболна лига (efbet Лига) за Витоша Бистрица.

## Биография
Роден е на 9 май 2000 г. в Берковица, България. Висок е 1,85 метра.

## Кариера
Като млад е в школата на ФК Монтана. През 2019 г. отива в Витоша Бистрица.